# 맛

미뢰

맛(taste)은 음식 등을 혀에 댈 때에 느끼는 감각이다. 미각(味覺, gustatory system, sense of taste)은 오감 중 하나로, 음식, 무기물 등의 맛을 느낄 수 있는 능력이다. 인간은 혀의 표면에 위치한 미뢰라는 감각 기관을 통해 미각을 느낀다. 미각기관은 약 1만 개의 미뢰(taste bud)로 이루어져 있으며, 하나의 미뢰에는 형태가 서로 다른 네 가지 세포, 즉 기저세포(basal cell), 암세포(dark cell), 명세포(light cell), 중간세포(intermediate cell)) 등이 있다.
우리가 느낄 수 있는 기본 맛으로는 단맛, 쓴맛, 신맛, 짠맛, 감칠맛,  지방맛의 여섯 가지가 있다. 하지만 ‘포도맛’, ‘사과맛’과 같은 것은 미각이 아니라 코의 후각상피에서 느끼는 향이며, ‘매운맛’, ‘떫은맛’ 등은 촉각이다.

## 역사
아리스토텔레스는 최초로 기본 맛에 대해서 언급했으며, 기본 맛은 단맛과 쓴맛 2개만 존재한다고 주장하였다. 인도의 고대 의학인 아유르베다에서는 떫은맛, 쓴맛, 매운맛, 짠맛, 신맛, 단맛을 기본 맛으로 규정했다.

## 혀 지도
흔히 “단맛은 혀 앞쪽에서 느끼고, 신맛은 혀 양옆에서 느낀다”는 식으로 혀의 부위에 따라 다른 맛을 느끼는 것으로 알고 있는데, 이는 잘못된 상식이다. 모든 맛은 혀의 모든 부위에서 느낄 수 있다.

## 기본 맛

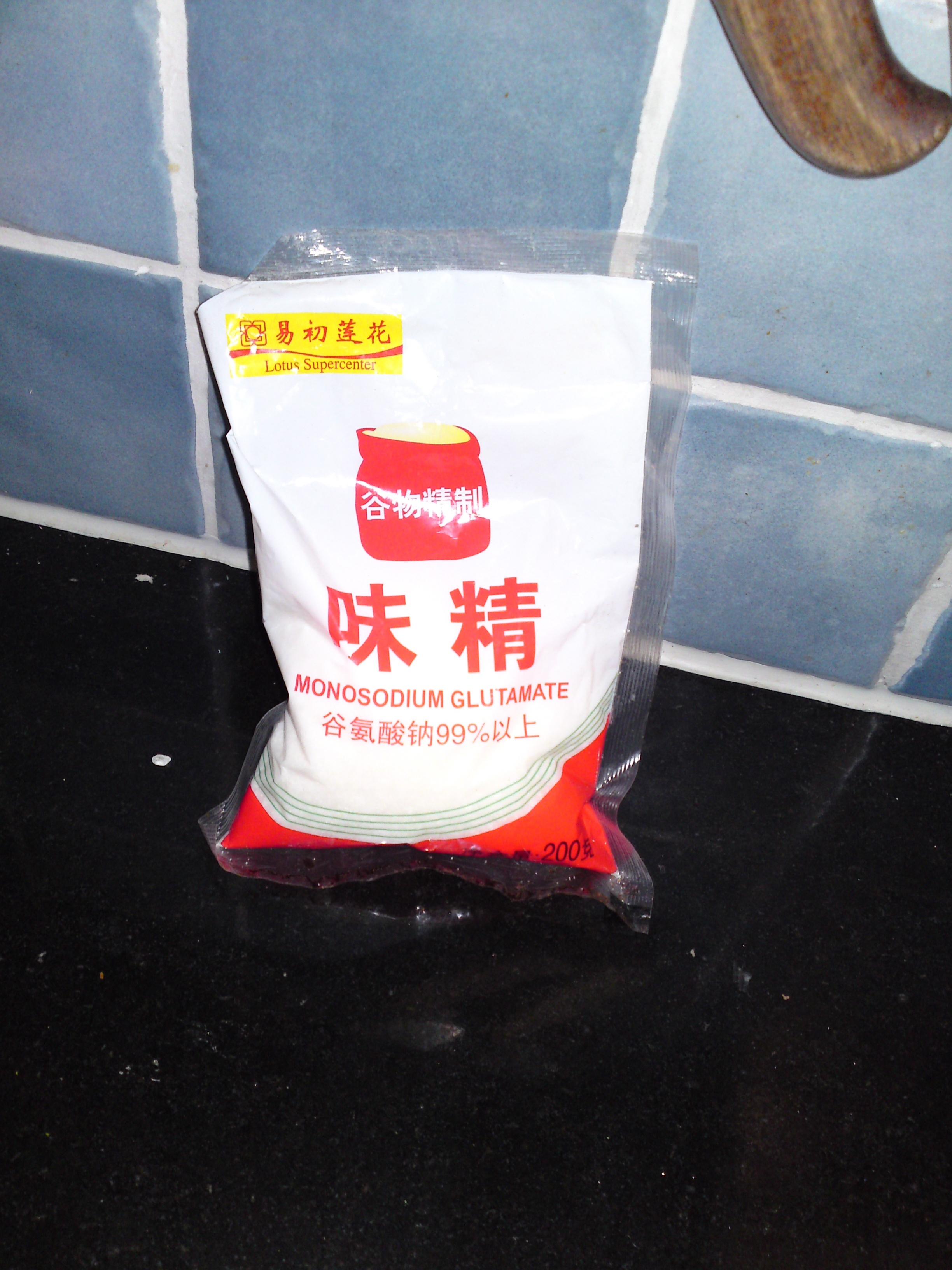
MSG. 감칠맛을 내는 조미료.

인간의 혀는 수천 개가 맛을 구분할 수 있지만, 이것들은 모두 6개의 기본 맛으로 분석 될 수 있다. 이전까지 기본 맛은 단맛, 짠맛, 신맛, 쓴맛의 4종류로 알려졌었는데, 1985년엔 감칠맛도 맛 중 하나인 것으로 밝혀졌다.

### 단맛
단맛은 쾌감을 주어 에너지가 풍부한 당분을 많이 섭취하도록 만든다.

### 짠맛
짠맛은 소금의 맛이다. 짠맛은 식욕을 당기게 하여 충분한 양의 소금을 섭취하도록 돕는다. 그러나 너무 많은 양의 짠맛은 몸이 거부반응을 일으킨다. 염분을 과도로 섭취하는 것을 방지하여 몸의 균형을 이루기 위해서이다. 음식에 있는 {\displaystyle {\ce {Na+}}}은 amiloride-sensitive {\displaystyle {\ce {Na+}}}channel을 통해 짠맛 수용기 세포 내로 유입된다. {\displaystyle {\ce {Na+}}}이 유입되면, 미각 수용기 세포에서 탈분극이 일어나고, voltage-gated {\displaystyle {\ce {Na+}}} channel이 열리면서 활동 전위가 발생하게 된다. 이로 인한 탈분극으로 voltage-gated {\displaystyle {\ce {Ca^2+}}} channel이 열리면서 {\displaystyle {\ce {Ca^2+}}}이 세포 안으로 유입된다. 소낭이 세포막에 융합되면서 세로토닌이 방출되고, 구심성 뉴런에서 세로토닌이 탈분극을 유도해 활동 전위를 발생시키면 우리는 짠맛을 느끼게 된다.

### 신맛
신맛은 적은 양이 있을 때에는 맛있게 느껴지지만, 너무 많은 양이 있을 때에는 불쾌감을 준다. 상한 음식을 섭취하지 않도록 하기 위해서이다. 신맛이 나는 사탕이 인기를 끌기도 한다. 특히 비타민 C에서 신맛이 많이 난다.

### 쓴맛
쓴맛은 대부분의 사람에게 불쾌한 느낌을 준다. 이는 독극물을 섭취하지 못하도록 하기 위함이다. 대부분의 독성 물질은 쓴맛이 나기 때문이다.
쓴맛은 대표적인 맛을 띤 물질로는 키니네가 있고, 미각시험에는 염산키니네가 쓰인다. 쓴맛이 나는 다른 성분으로는 마그네슘·칼슘 등의 무기염, 알칼로이드·배당체·담즙산 등의 유기물질이 있다. 쓴맛이 나는 물질은 일반적으로 물에 녹지 않는 것이 많으며, 다른 기본적인 맛인 단맛·신맛·짠맛에 비하면 미각을 느낄 때까지의 시간이 길고, 또 맛이 오래 남아 가시지 않는 특징이 있다. 이 쓴맛의 뒷맛을 가시게 하는 데는 단맛이 뛰어난 효과를 나타낸다. 쓴맛은 단미(單味)로서는 불쾌한 경우가 많으나, 다른 맛에 소량을 가하면 맛을 두드러지게 하기도 한다. 맥주의 홉, 커피나 차의 쓴맛 등은 그 보기가 된다. 그리고 10 °C 정도에서 가장 강하게 느껴지는데 달인 한약을 식혀 먹으면 쓴맛이 강해진다. 또, 반대로 맥주는 지나치게 차게 하면 쓴맛이 적어진다.

### 감칠맛
감칠맛은 식욕을 당기는 맛
이며, 고기맛(영어로 meaty 또는 savory)이라고 표현된다.

 이는 치즈
 나 간장,
 그리고 이외의 여러 가지 발효식품에서 느낄 수 있으며, 이 맛은 토마토, 곡물, 콩류에서도 느낄 수 있다.
 동양 음식에서는 감칠맛이 중요하게 여겨져 왔으며, 1908년 일본의 과학자들이 처음으로 언급하였다. 그러나 서양에서 감칠맛은 최근에 와서야 주목받고 있다 감칠맛은 식욕을 당기는 맛으로, 단백질이 풍부한 음식을 섭취하도록 돕는다.한편 1908년 개발된 향미증진제인 MSG는 강한 감칠맛이 난다.

### 지방맛
올레오거스터스(Oleogustus), 느끼한 맛 또는 지방맛이란, 인간의 혀로 느낄 수 있는 맛 중 하나로 기름이 내는 고소한 맛이다. 호주 디킨(Deakin) 대학과 워싱턴 대학교 연구진이 발견했다. CD36이라는 수용체에 지방산이 반응해서 나는 맛이다.

## 영향
미각의 인지에 영향을 미치는 많은 요인이 있다. 이를테면 다음과 같다.
- 호르몬 영향
- 유전적 특징
- 입 안의 온도
- 약물 등의 화학물질
- 코막힘

## 무미
무미(無味)는 문자 그대로 맛이 없음을 뜻한다. 보통 액체는 액체 속에 무기물과 유기물이 없을 때 무미라 표현한다.

## 관련 질병
- 무미각증 (완전히 미각을 상실함)
- 미각장애 (지속적으로 이상한 맛이 남)

## 같이 보기
- 보습코기관
- 시식
- 닭고기 같은 맛
- 미각계